# キリスト磔刑と最後の審判
『キリスト磔刑と最後の審判』（キリストたっけいとさいごのしんぱん、英: Crucifixion and Last Judgement diptych）は、初期フランドル派の画家ヤン・ファン・エイクが1430年から1440年ごろに描いたとされる絵画。
二枚のパネルから構成されるディプティクで、最終的な仕上げの多くが、後世の画家かファン・エイクの工房によってなされたと考えられている。この作品は初期フランドル派の画家たちが描いた板絵のなかでも傑作の一つとされており、稀に見る構成の複雑さ、詳細に表現された寓意、そして高い絵画技法によって高く評価されている。装飾写本の挿絵であるミニアチュールの制作手法で描かれており、パネルの大きさはそれぞれ 56.5 cm × 19.7 cm という小作品で、個人的な祈祷に使用する聖像として依頼、制作されたものだと考えられている。
左翼に描かれているのはキリスト磔刑である。前景に嘆き悲しむキリストの弟子と親族たち、中景は兵士と処刑の見物人が群れを成し、そして画面上部には磔刑に処せられた三名の身体が描かれている。背景には青い空と彼方のエルサレムの町並みが見える。右翼に描かれているのは最後の審判である。画面下部に地獄の光景、中部には大天使ミカエルと死から甦って審判を待つ人々、そして上部には聖人、預言者、聖職者、聖母マリアらを従えた玉座のキリストが描かれている。ほかに画面上には、ギリシア語、ラテン語、ヘブライ語で書かれた銘も記されている。完成当時のままの金で箔押しされたフレームには、『旧約聖書』の『イザヤ書』、『申命記』、『黙示録』からの文章が記されている。また、両パネルの裏面には、1867年にこのパネルはカンバスに移植されたという記述がロシア語で記されている。
『キリスト磔刑と最後の審判』に関する現存する記録は1841年が最古のもので、当時の研究者たちはこの作品のことを中央パネルが失われた三連祭壇画の両翼だと考えていた。その後、1933年にニューヨークのメトロポリタン美術館が『キリスト磔刑と最後の審判』を購入している。当時はヤン・ファン・エイクの兄フーベルト・ファン・エイクの作品だとみなされていた。これは、複数の画家の手による挿絵が収載されている装飾写本『トリノ＝ミラノ時祷書』のうち、当時はフーベルトが描いたとされていた挿絵が、この作品によく似ていたことによる。現在では、その絵画技法と描かれている人物像がまとう衣服の表現から、美術史家のほとんどがヤン・ファン・エイクの後期、おそらくは1430年代から死去する1441年の間に描かれた作品だと見なしている。ただし、制作年については異説もあり、まだヤン・ファン・エイクが若く未熟な1420年代初めごろの作品であると主張する美術史家もいる。

## 構成と技法
ロベルト・カンピンと次世代のロヒール・ファン・デル・ウェイデンと並んで、ファン・エイクは15世紀半ばの北方ヨーロッパ絵画作品に、自然主義と写実主義をもたらした革新的な画家だった。ファン・エイクは油彩を使いこなした詳細描写の技法に習熟した最初の画家であり、『キリスト磔刑と最後の審判』の人物像にも油彩による高い写実性と複雑な感情表現が描き出されている。とくに「キリスト磔刑」の画面上部に顕著な、それまでに類を見ない画肌の輝くような光沢と深い遠近表現をなしとげた画家だった。

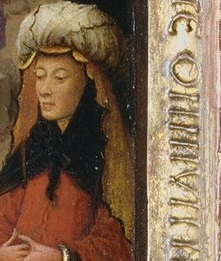
左翼「キリスト磔刑」右下に描かれている女性像。特定はされていないがおそらくは古代の巫女シビュラだと考えられている。女性像の右横のフレームにはラテン語の文言が記されている。

1420年代から1430年代ごろの油彩技法と板絵はまだ初期の段階だった。「最後の審判」を描き出す場合には、支持体である細長い板に適した単純な垂直構成が採用され、画面上部から天界、俗界、地獄が階層化されて描かれていた。一方「キリスト磔刑」を描く作品では水平構成が採用されることが多かった。これに対し『キリスト磔刑と最後の審判』の両翼はどちらも縦に細長い小さな板に描かれている。この小さなスペースに多くのモチーフを詳細に描き出すために、ファン・エイクは革新的ともいえる様々な技法を編み出した。左翼の「キリスト磔刑」では垂直構成で描くために多くのモチーフを見直し、右翼の「最後の晩餐」では多くの場面を一つに凝縮して物語性を高めている。垂直構成の「キリスト磔刑」では、十字架が中空高くに、それまで例のない密集した群衆が中景に、嘆き悲しむ人々が前景に描かれて、壮大な情景を創り上げている。すべてのモチーフが画面下部から画面上部へと向かう上り坂の構図で描かれており、これは中世のタペストリの構図と同じものである。美術史家オットー・ペヒトは、「あらゆる世界が一つの絵画作品に描きだされた世界図絵である」としている。
ファン・エイクが左翼の「キリスト磔刑」で用いている手法は、聖書のエピソードを物語風に描きだすための14世紀初頭に見られた伝統的な技法である。美術史家ジェフリー・チップス・スミスは、聖書で順を追って発生している出来事がこの作品では「順番ではなく同時に」描かれていると指摘している。ファン・エイクは聖書に記されている、異なる時間に起こった複数のエピソードを一つの場面に凝縮して描きだした。鑑賞者はこの作品を下から上へと見上げていくことによって、実際の時間順通りにエピソードを追いかけることができる。鑑賞者の視線の動きによって時間の経過を意識させるという手法は、ファン・エイクによる複雑に計算された空間描写と遠近法を駆使した奥行き表現によって成し遂げられている。ファン・エイクは左翼の「キリスト磔刑」で、作品の主題たるキリストとの関係性の深さに応じてモチーフの大きさを描き分けている。とくに人物描写に顕著に見られる手法で、前景のキリストの死を嘆き悲しむ人々に比べると、中景に集う兵士や見物人たちは厳密に遠近法を適用した場合のサイズよりもやや大きめに描かれている。右翼の「最後の審判」では、亡者たちが画面下部の中景に描かれているのに対し、聖人や天使たちは画面上部の前景に描かれている。ペヒトはこの「最後の審判」に描かれている場面が「秩序だった一つの空間に同化して」描写されており、大天使が作品空間における天界と地獄とを隔てる役割を果たしているとしている。
『キリスト磔刑と最後の審判』が二枚のパネルから構成されるディプティクなのか、あるいは中央パネルが失われた三連祭壇画の両翼なのかは、美術史家によって意見が分かれている。三連祭壇画の両翼であるという説の美術史家の間でも、失われた中央パネルに何が描かれていたのかに関していくつかの見解がある。「東方三博士の礼拝」が描かれていたという説、「キリスト生誕」が描かれていたという説などである。ただし現在主流となっている学説は、失われたとされる中央パネルはそもそもオリジナルの『キリスト磔刑と最後の審判』には存在していなかったというものである。「東方三博士の礼拝」も「キリスト生誕」も、「キリスト磔刑」と「最後の審判」との組み合わせで描かれることは、1420年代から1430年代に描かれた祭壇画としてはまずありえない。その他唱えられている説として、もともと二枚のパネルで構成されていたディプティクに後世になってから中央パネルが付け加えられたというものや、アルベルト・シャトレの主張のようにもともと存在していた中央パネルが盗まれて散逸したといった説がある。美術史家エルヴィン・パノフスキーは、『キリスト磔刑と最後の審判』がディプティクとして制作されたと考えている。その理由としてパノフスキーは、『キリスト磔刑と最後の審判』が三連祭壇画の両翼だと見なすには「壮麗な表現」に過ぎることを挙げている。他にも、三連祭壇画であれば公共の目に触れさせる目的で、もっと大きなサイズで制作されており、金で箔押しされたフレームに相応な銘が刻まれているはずだという見解もある。さらにこの『キリスト磔刑と最後の審判』のような豪華な素材と表現がなされているのは、三連祭壇画の場合であれば通常は中央パネルのみだとする。これに対して当時のディプティクは個人の祈祷用の小さなもので、フレームに箔押しはされていなかった。いずれにせよ『キリスト磔刑と最後の審判』が三連祭壇画の両翼だったのか、あるいはディプティクだったのかについては確たる証拠は存在していない。しかしながら、技術的な解析から見ると『キリスト磔刑と最後の審判』はディプティクだったという可能性が高い。これに対しペヒトは、三連祭壇画ではないと判断するには、依然として検証が不足していると主張している。

## ディプティク

### 「キリスト磔刑」

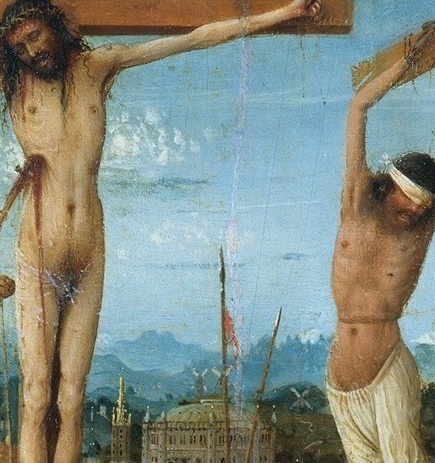
磔刑に処せられたキリストの遺骸。当時は磔で処刑する場合には、死を早めるために足を折ることが多かった。『ヨハネによる福音書』には、キリストの足を折るために兵士が近付いたが、既にキリストが息絶えていたために足を折ることはしなかったと記されている (19:33)。兵士がキリストの脇を槍で突き刺すと、血と水がその傷跡から流れ出した (19:34)。

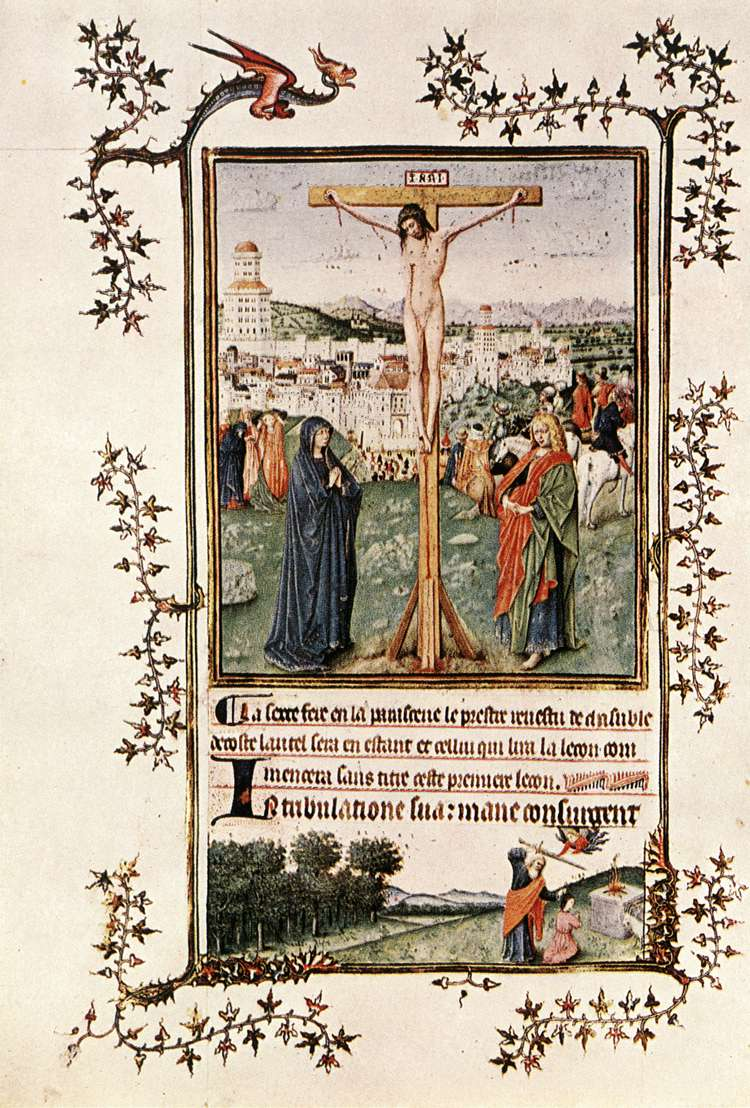
『トリノ＝ミラノ時祷書』の一葉。1440年から1450年頃に描かれた作品で、ミニアチュールの作者は未詳ではあるがヤン・ファン・エイクあるいはその工房の作とも言われている。

「キリスト磔刑」のパネルは、キリストの受難のエピソードを三層に配して描き出した構成となっている。上部3分の1が、エルサレムの町並みを背景に描かれたキリスト磔刑、下部3分の2がゴルゴタの丘に集う群衆、そしてキリストの弟子と近親者たちである。エルサレムの街を囲む城壁の外には岩窟の墓所と庭園が見える。1世紀にゴルゴタの丘はエルサレムの処刑場として使用されており、「石だらけで寒々とした、生者の気配がない」場所として描かれている。荒涼とした雰囲気は、キリストの処刑をより間近で見物しようとしてひしめきあう群衆によってさらに強調されている。『新約聖書』では、キリストの弟子たちや近親者、そして告発者や様々な見物人が磔刑に処せられるキリストのためにゴルゴタの丘に集ったことを記している。ファン・エイクが描いたこの「キリストの磔刑」では、弟子たちや近親者が画面前景に、告発者や見物人がユダヤ人の大祭司やエルサレム神殿の長老たちとともに画面中景に描かれている。
画面下部の中央には、三名の女性に囲まれて嘆き悲しむ五名の人物が描かれている。青色のローブを着用しているのが聖母マリアで、赤色のローブを着用してマリアを支えているのは洗礼者ヨハネである。悲しみのあまり失神したマリアが画面前景に配され、美術史家ジェフリー・チップス・スミスは「作品の鑑賞者と近い場所」にマリアが描かれているとしている。顔のほとんどを青色のローブで覆い隠されたマリアは地面に崩れ落ち、その腕を洗礼者ヨハネが支えている。ヨハネの横には、白で縁どりされた緑色のローブをまとうマグダラのマリアがひざまずいている。マグダラのマリアの両腕は高く掲げられ、固く組まれた両手が心中の苦悶を表現している。画面下部に描かれた五名の人物の中で、マグダラのマリアだけが磔刑に処せられたキリストを見つめており、鑑賞者の視線を画面下から上へと移動させる役割の一端を担っている。画面前景左端で鑑賞者に背を向けてキリストを見つめる女性と、右端でマリアたちを見つめる女性は古代の巫女シビュラで、エリュトレイアの巫女とクマエの巫女だと考えられている。伝統的なキリスト教義では、この二人はローマ帝国によるキリスト教迫害とキリストの処刑、復活を預言したシビュラとして知られている。クマエの巫女は、キリストの死を嘆き悲しむ人々とはまったく異なった表情を浮かべているように見える。この表情は自身の預言が的中したことへの満足感と、嘆き悲しんでいるほかの女性に対する深い同情心との両方を表現したものだと解釈されている。
画面中部にはキリストの磔刑を見物に来た群衆が描かれ、群衆と画面下部の嘆き悲しむ人々との間には二人のローマ軍兵士が配されている。赤いターバンを巻いた男の肩に寄りかかる、槍を肩に担ぐ兵士の腰には画面下部で嘆き悲しむ人々の姿が反射して映り込んだ金属製の盾が吊られている。ジェフリー・チップス・スミスは、この盾が嘆き悲しむ人々と見物に来た群衆とを、精神的、肉体的に隔てる効果を持っていると指摘している。また、美術史家アダム・ラブダは、嘆き悲しむ人々と画面中部の群衆との間に全身像で描かれたこの二人の兵士が、マグダラのマリアと同じく、鑑賞者の視線を画面の上へと移動させる役割を果たしているとしている。

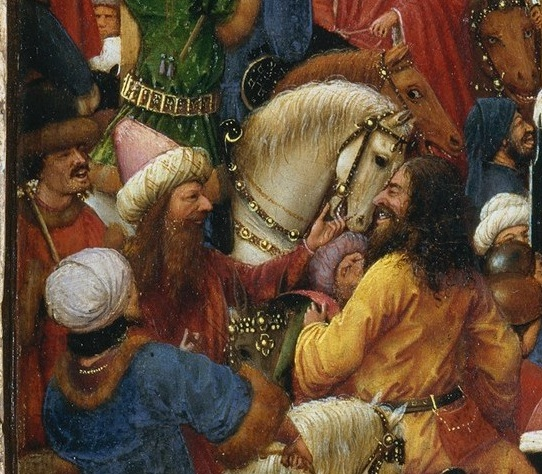
画面中部に描かれた、死せるキリストを嘲笑する人々。存命時のキリストはユダヤ教の聖職者たちと敵対しており、ユダヤ人たちからも洗礼者ヨハネの単なる後継者としか見なされていなかった。キリストの布教は合法的なものとなっていったが、ユダヤの長老たちからは最後まで人心を扇動する偽預言者であると見なされていた。

美術史家ブライソン・バローズは、ファン・エイクが「キリスト磔刑」のパネルで、画面中部のキリストの苦難を見物に来た群衆の野卑な冷淡さを特に重視して表現しているとする。ローマ帝国の兵士、司法官をはじめ、様々な階層の人々が群衆として描かれている。群衆の多くが豪奢で色鮮やかな、東洋風と北方ヨーロッパ風が混交した衣服を着用し、なかには馬に騎乗しているものもいる。罵詈雑言を投げつけあからさまに嘲笑する者、あくびをしながら「ありふれた」処刑を見上げている者、内輪で雑談をしている者などが群衆に描かれている。唯一の例外と言えるのが画面最右部のフレームぎりぎりに描かれている、武装して白馬に騎乗したローマ軍の百人隊長である。大きく両腕を広げたこの百人隊長は頭をのけぞらせてキリストを見上げ、「キリストが天からの光に照らし出された瞬間」にキリストの聖性に気付いている。1432年ごろにファン・エイク兄弟が描いた『ヘントの祭壇画』にも、この百人隊長とよく似たキリストの先兵と有徳の司法官が描かれている。美術史家ティル＝ホルガー・ボルヘルトは、このような後ろ向きに描かれた人物像が「横向きの人物よりも、はるかに躍動的な印象」を与え、鑑賞者の視線を上へと向けてキリスト磔刑図へ移動させていると指摘している。
ファン・エイクは「キリスト磔刑」のパネルで十字架を現実では考えられない高い位置に描き、画面上部3分の1の大部分を占めさせている。キリストの顔は鑑賞者に正対し、同時に処刑された二人の罪人は角度をつけてキリストの左右に描かれている。キリストが釘で十字架に固定されているのに対し、この二人の罪人はロープで十字架に縛り付けられている。キリストから見て右横に描かれているのは『ルカによる福音書』にも記されている「改悛した罪人」で、すでに息を引き取った様子が描かれている。左横には「改悛せざる罪人」が苦痛に身をよじる瀕死の状態で描かれている。美術史家ジェームズ・ウィールは「どれほどもがいても苦痛からは抜け出すことができない」さまが描かれているとしている。どちらの罪人の手もうっ血して黒く変色している。そしてキリストの頭上には、ユダヤ属州総督ピラトあるいはローマ軍兵士が用意した、ヘブライ語、ラテン語、ギリシア語で「ユダヤ人の王、ナザレのイエス」と書かれた銘版が掲げられている。
「キリスト磔刑」のパネルには、キリストが息を引き取った瞬間が描かれており、伝統的な表現では両横の罪人が脚を折られた後にキリストが死去するが、この作品では罪人の脚は折られていない。キリストは薄い腰布以外は何も身に着けておらず、陰毛も描写されている。両手と両足は釘で十字架に打ちつけられ、足の傷から流れ出た血が十字架の基部まで滴り落ちている。両腕は上半身の重みで限界まで張りつめ、激しい苦痛の中で死を迎えたために顎がゆるんで垂れ、口が開いて歯が見えている。画面中部の柱基部左側に、毛皮のふち飾りがついた帽子と緑色のチュニックを着用し、白馬に騎乗するロンギヌスが描かれている。ロンギヌスは従者の手を借りて キリストの脇に槍を突き刺しており、その刺し傷からは血が噴き出している。群衆の陰に隠れてほとんど見えないが、ロンギヌスの右側には、葦の先につけた酸っぱい葡萄酒を含ませた海綿を高くかかげるステファトンも描かれている。
初期フランドル派に分類される最初期の画家たちは、絵画作品の背景に描く風景の描写をあまり重視してはいなかった。ルネサンス初期のイタリア人画家たちによる絵画からの強い影響で、初期フランドル派の作品に風景が描かれることもあったが、作品の構成上は重要な要素ではなく、写実表現とは程遠い筆致ではるかな遠景として描かれることがほとんどだった。しかしながらこの「キリスト磔刑」のパネルでは、15世紀の北方絵画としては異例なまでに、エルサレムの町並み全景とその背後の山並みが背景に描き込まれている。「最後の審判」のパネルにもまたがって広がる画面最上部の空は濃青色に彩られ、ところどころに積雲が見える。同じような雲が『ヘントの祭壇画』にも描かれており、背景の空に躍動感と奥行きを与える役割を果たしている。「キリスト磔刑」のパネルがキリストが息を引き取った瞬間を描いた作品であることを踏まえて、福音書の記述どおりに空が暗くなろうとしているように見える。画面最上部の遠景にはかすかな巻雲が描かれ、画面左上部に投げかけられた陰がその上の太陽の存在を示唆している。

### 「最後の審判」

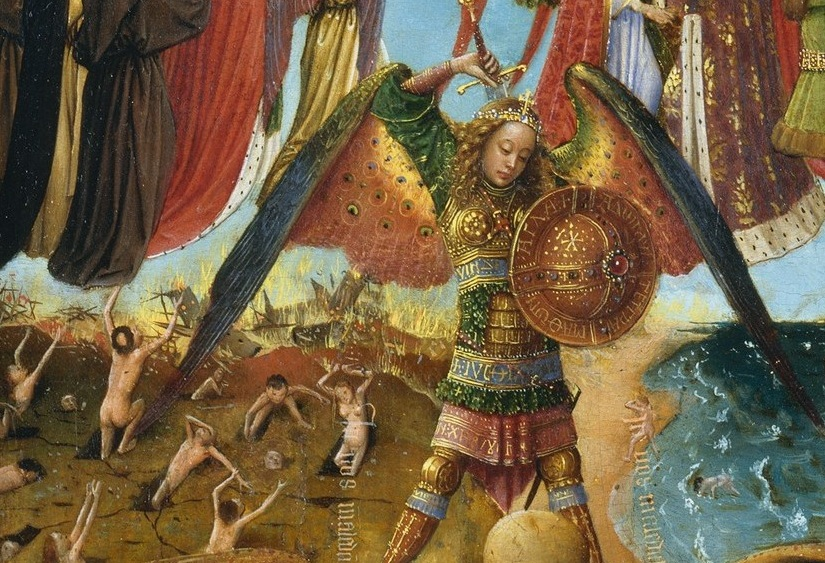
地獄の亡者を見下ろす大天使ミカエル。ミカエルの背後には、燃え盛る街並みを背景にして、墓穴から蘇った死者たちが描かれている。

「キリスト磔刑」のパネルと同じく「最後の審判」のパネルも上から天界、俗界、地獄という三層の構成で描かれている。上部の天界には聖職者や信徒とともに、中央にキリスト、その左右に聖母マリア、洗礼者ヨハネという伝統的なモチーフが描かれている。中部に描かれた俗界には大天使ミカエルと死神が大きく描かれ、下部の地獄には地獄に落ちて魔物に蹂躙されて苦しむ亡者が描かれている。美術史家ブライソン・バローズは地獄の描写を「ボスやブリューゲルが描き出した残虐描写は、（ファン・エイクの）地獄の恐ろしさに比べれば子供が遊んでいる沼地みたいなものだ」としている。ペヒトはこのパネルに描かれている怪物と中世の動物寓意譚とを比較して「当時考えられていた動物の姿をした全ての魔物」が描かれていると指摘した。ファン・エイクが表現した地獄は「ぎらつく目と白い牙」が目立つ魔物たちの住処である。地獄の罪人たちは、ネズミ、ヘビ、ブタ、クマ、ロバなどの似姿をした魔物たちの意のままに絶え間ない拷問を受けている。大胆にもファン・エイクは、苦痛に喘ぐこのような罪人の中に、王族や聖職者の姿も描き入れている。
俗界は上下の天界や地獄に比べると非常に狭いスペースに、最後の審判の業火と蘇った死者が描写されている。画面左側には墓穴から出てくる死者たちが、右側には荒れ狂う海から浮き上がる死者たちが描かれている。「最後の審判」で最も大きく描かれている大天使ミカエルは死神の両肩の上に屹立し、その身体と翼が画面中部に表現されている俗界のほぼ大部分を占めている。宝石がちりばめられた黄金の甲冑を身につけ、巻き毛の金髪と彩り豊かな翼を持つミカエルの姿は、ファン・エイクが1437年に描いた『ドレスデンの祭壇画』のミカエルとよく似ている。ジェフリー・チップス・スミスはこの作品のミカエルが「地面が骸骨の姿をした死神の翼であることが明らかとなった地球を踏みしめる巨人のようだ。地獄の亡者たちは死神の排泄物となって地獄のヘドロと化す」と表現している。骸骨で表現された死神はコウモリのような姿形で表現されており、その頭骨は地上にもたげられ、腕と脚は地獄に落ち込んでいる。オットー・ペヒトは、この死神こそが「最後の審判」の主役となっているが、地獄の恐怖と天界の栄光の狭間に立つ痩身で年若い大天使には、この死神も太刀打ちできないとしている。

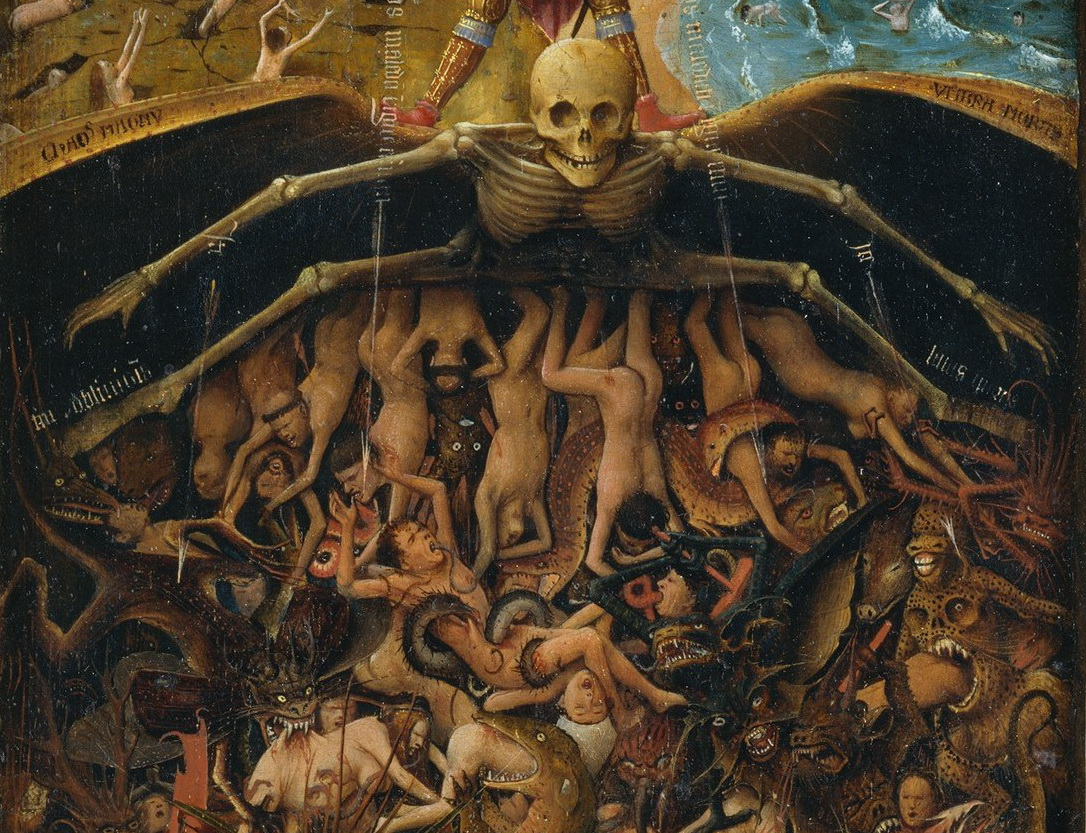
地獄の罪人や亡者の上に翼を広げる骸骨の姿で描かれた死神。被り物で聖職者だと判断できる罪人や亡者も数多く描かれている。

画面上部に描かれているのは『マタイによる福音書』(25:31) に「人の子が栄光の中にすべての御使たちを従えて来るとき、彼はその栄光の座につくであろう」と記されているキリストの再臨である。「キリスト磔刑」のパネルで裸体で息絶えたキリストが、復活し栄光とともに姿を現している。復活した素足のキリストは赤いコープ（典礼などのときに聖職者が羽織る非常に長いマント）を身にまとい、四肢は黄金の光に包まれている。開いた両掌には聖痕があり、コープの隙間からのぞくわき腹にはロンギヌスの槍による刺し傷痕が、そして両足には釘に貫かれた痕が描かれている。
キリストは整列した多くの天使、聖人、長老たちの中心に坐している。ペヒトはこの天界の光景を「あらゆるものが美しく、穏やかで、秩序立っている」と表現している。キリストのすぐ左右に侍る聖母マリアと洗礼者ヨハネは跪いて祈りを捧げている。両者の頭部には円光があり、ほかの人物像に比べると聳え立つ塔であるかのように非常に大きく描かれている。聖母マリアは右手を胸にあて、左手は自身のローブで守護する、小さな裸体の人々に慈悲を与えるかのように掲げられている。この構図はキリスト教美術で慈愛の聖母と称される、伝統的なモチーフを連想させる。キリストの足下には乙女たちによる聖歌隊が描かれている。鑑賞者の方に表情を向けるこの乙女たちは、キリストを称える讃美歌を口ずさんでいる。

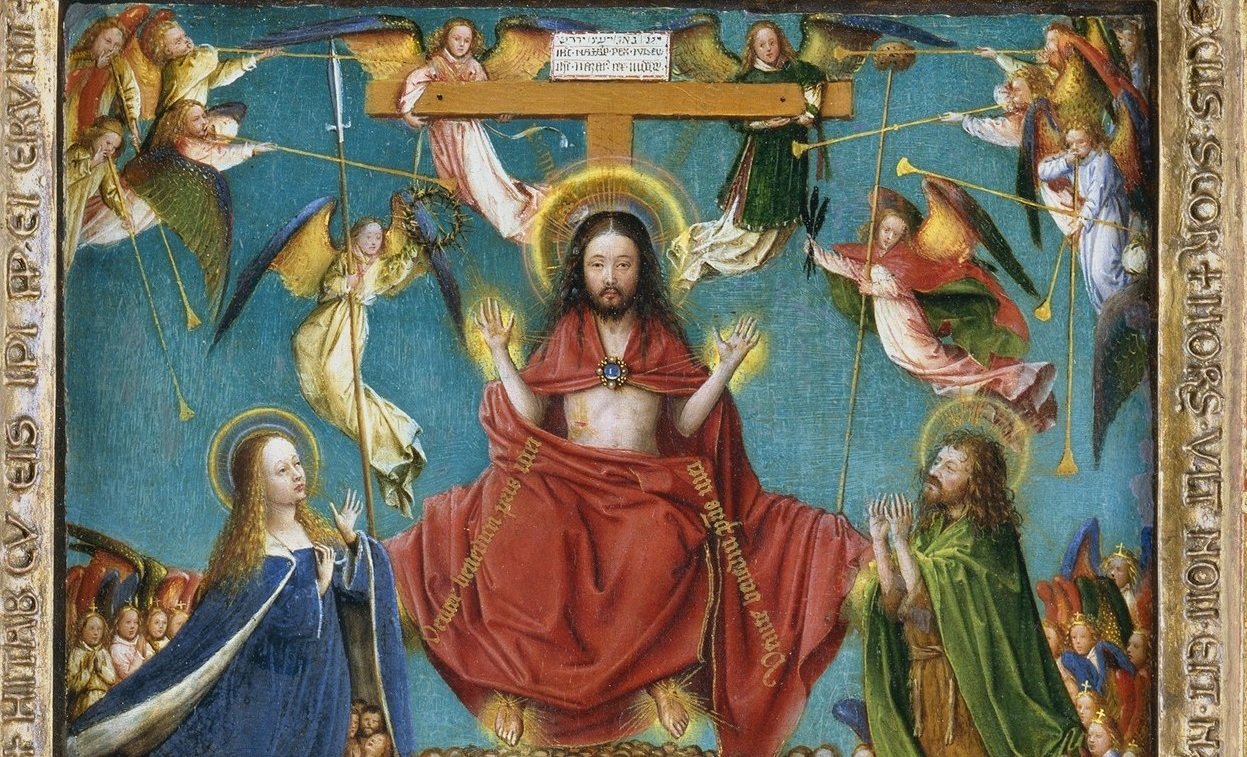
栄光の座につくキリスト。「最後の審判」のパネルに描かれている他の部分と比べると、表現が大雑把で未熟だとされている。そのためファン・エイク自身ではなく、ファン・エイクが死去した1441年以降に、残された工房のメンバーが描いたのではないかと考える研究者もいる。

キリストの前には天国の鍵を捧げ持つ聖ペトロが率いる白いローブの使徒たちが、聖歌隊左右の向い合せのベンチに6名ずつ座っている。それぞれのベンチの後ろには使徒たちに目を配る天使が、キリストの頭上には十字架を支える二人の天使が描かれている。頭上の天使は、聖職者が着用する衣服である白色のアミス（肩衣）とアルバをまとい、右側の天使はさらにその上から緑色の祭服のダルマティカを羽織っている。十字架を持つ二人の天使の周囲は、トランペットと思われる長い楽器を奏でる天使たちで囲まれている。キリストの両横に浮かぶ二人の天使は、「キリスト磔刑」のパネルにも描かれているキリストの受難の象徴を手にしており、左側の天使は槍と棘の冠を、右側の天使は海綿と釘をそれぞれかかげて描かれている。
初期フランドル派の画家ペトルス・クリストゥスはファン・エイクの弟子で、この『キリスト磔刑と最後の審判』を工房での徒弟時代に研究したと考えられている。クリストゥスは1452年に大規模な祭壇画を制作しているが、その祭壇画に描かれている最後の審判の部分は、この「最後の審判」のパネルを改編した作品となっている。ファン・エイクの「最後の審判」とクリストゥスの「最後の審判」には著しい相違点も見られるが、クリストゥスの作品にファン・エイクが及ぼした影響は明らかである。縦に細長い構図、画面中部に描かれた天界と地獄を別つ大天使ミカエルなど、ファン・エイクの「最後の審判」から持ち込まれた構成が多くみられる。

### 寓意表現

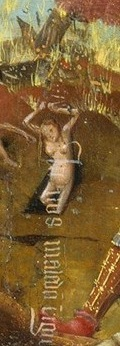
「最後の審判」の大天使ミカエルからみて右背後に描かれた墓から蘇る女性。ミカエルの両横にはラテン語で銘が記されている。「最後の審判」を描くときの15世紀の伝統的な寓意表現では、救われるものはミカエルの右側に、地獄へと落とされるものはミカエルの左側に描かれることが多かった。

美術史家ジョン・ウォードは、ファン・エイクが精神世界と物質世界との共存だと考えていた、さまざまな意味深長かつ複雑な寓意表現と象徴性が『キリスト磔刑と最後の審判』にこめられているとしている。ファン・エイクの絵画作品ではこのような寓意や象徴が「背景や陰になっている部分に小さく」ひっそりと織り込まれていることが多い。ファン・エイクの作品に見られる寓意は、調査するたびに新たな発見があるような難解で複雑さに満ちたものである。ウォードはこのような寓意が多くの場合「見過ごしやすく、よく注意しないと分からない」場所に描かれているとしている。美術史家ブライソン・バローズは「最後の審判」のパネルについて「それぞれのエピソードごとに特有の着目点が存在する」と指摘している。ウォードはファン・エイクが鑑賞者にこのような寓意を見つけ出すことを求めており、複雑な構成で描かれた絵画を注意深く鑑賞する者だけに、自身の絵画が持つ本当の意味とその象徴性とを褒美として与えているとする。ファン・エイクが描いた寓意の多くは「約束された罪と死からの救済と再生」を表現しようとしているのである。

### 銘
パネルのフレームと画面には、ラテン語、ギリシア語、ヘブライ語で記された多くの銘が存在している。ファン・エイクの初期作品には銘が記されているものが多く、二重の意味がこめられていることがある。中世に制作された装飾写本では、挿絵であるミニアチュールに即した文章（銘）が周辺に記されていた。こういった装飾写本とよく似た構成で描かれているファン・エイクの作品では、銘が装飾の役割も果たしている。ディプティクは個人的な祈祷のために制作を依頼されることがほとんどで、ファン・エイクは絵画と銘との関係への深い理解を制作依頼主に期待していたのである。
『キリスト磔刑と最後の審判』では、大文字のローマン体か小文字のブラックレター体で記され、なかには綴り間違いではないかと思われる箇所もあって、銘の解釈をより難しくしている。金で箔押しされたフレームにラテン語で記された銘は双方のパネルのさまざまな要素と微妙に関係するもので、このことはディプティクの制作依頼主が富裕で教育ある人物だったことを示唆している。それぞれのパネルの縦フレームには『イザヤ書』(53:6–9, 12)、『ヨハネの黙示録』(20:13, 21:3–4)、『申命記』(32:23–24) からの文章が記されている。『最後の審判』の死神の向かって左翼にはラテン語で「CHAOS MAGNVM」（大いなる混沌）右翼には「UMBRA MORTIS」（死の影）と記されている。さらに死神の顔の横には地獄まで貫くようにして、『マタイによる福音書』(25:41) の警句「Ite vos maledicti in ignem eternam」（のろわれた者どもよ、永遠の火にはいってしまえ）が記されている。この劇的な聖書からの引用は、斜めの二条の光線となって天界から投げつけられたように見える。その他地獄を描写したこの画面下部には「ME OBVLIVI」と読める銘も記されている。
画面中部の俗界に大きく描かれた大天使ミカエルの甲冑には、難解で、何からの引用なのかの判断が難しい銘が多く記されている。甲冑の胸当て部分には「VINAE(X)」が、宝石がちりばめられた盾にはギリシア語で「ADORAVI TETGRAMMATHON AGLA」と読める銘が、それぞれ記されている。この文言が何を意味しているのかは明らかになっていない。綴り間違いがあるため、解読不可能であるとする美術史家もいる。美術史家マックス・ヤーコプ・フリートレンダーは、最後の単語「AGLA」がヘブライ語で「偉大なる全能」を意味する言葉の最初の4文字であり、すなわち神そのものを意味していると解釈した。この言葉はファン・エイク兄弟の合作『ヘントの祭壇画』の床タイルにも記されている。画面上部の天界に座すキリストのコープには金の文字で「VENITE BENEDICTI PATRIS MEI」（来たれ、汝らの聖なる父よ）という銘が二本記されている。

## 作者の同定と制作年

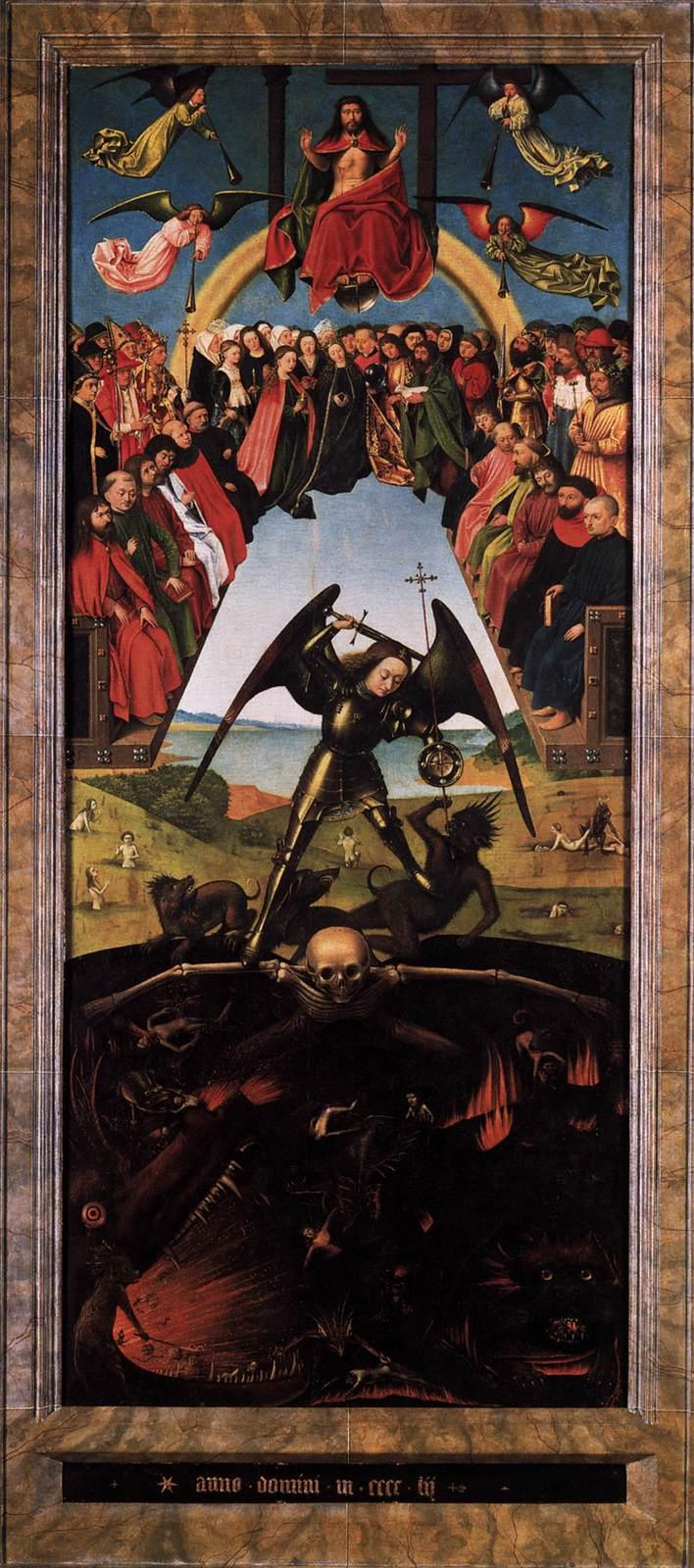
ファン・エイクの弟子ペトルス・クリストゥスが1452年に描いた『最後の審判』。ファン・エイクの『最後の審判』よりもやや大きく、構成が酷似している。美術史家エルヴィン・パノフスキーは、ファン・エイクの作品に比べると難解な要素は排除されており、シンプルで分かりやすい作品であるとしている。

『キリスト磔刑と最後の審判』の作者は、長い間ヤン・ファン・エイク、フーベルト・ファン・エイクあるいはペトルス・クリストゥスの三者で揺れてきた。美術史家ヨハン・ダヴィド・パサヴァンは1841年に、ファン・エイク兄弟による合作だとしていたが、1853年にはヤン単独の作品であるとして自身の説を修正した。ベルリンの絵画館の初代館長も務めた美術史家グスタフ・ワーゲンは19世紀半ばに、ペトルス・クリストゥスの署名がある1452年の「最後の審判」と構成が似ていることを根拠として、『キリスト磔刑と最後の審判』はクリストゥスの作品だと断定した。しかしながら1887年に絵画館はこの説を改め、作者はヤン・ファン・エイクと思われるとしている。1917年に『キリスト磔刑と最後の審判』を入手したサンクトペテルブルクのエルミタージュ美術館は、ヤン・ファン・エイクの作品であるとして所蔵していた。
ブライソン・バローズは、ニューヨークのメトロポリタン美術館が『キリスト磔刑と最後の審判』を購入した1933年に、作者はフーベルト・ファン・エイクだと判定した。バローズはこの作品が「繊細で感受性豊か」で表現力のある画家の手によるものだとし、それぞれのパネルの窮地におかれた人物像への共感に圧倒されたが、それでもなお線描が繊弱だと判断した。バローズによるこの分析は、超然として冷徹だといわれてきた名匠ヤンの作風とは相容れないものだった。しかしながらバローズも「フーベルトの作品である確固たる証拠は何もない」ことには同意していた。自身の見解が「限定的、不完全な」もので「状況証拠しかない仮定の」判断であることを認めていたのである。現代の研究者の間では、この作品の作者はフーベルトではなくヤンであるという意見が主流となっている。作風がヤンのものであり、フーベルトが死去した1426年にヤンはアルプスを越えてイタリアを訪れるときに、『キリスト磔刑』の背景のような山並みを描いた作品を制作していることなどが根拠として挙げられている。
装飾写本『トリノ＝ミラノ時祷書』には複数の画家たちの手によるミニアチュールが収載されている。画家のうち「画家 G」として分類されている画家はヤン・ファン・エイクであると考えられており、『トリノ＝ミラノ時祷書』に収載されている7葉のミニアチュールが、この『キリスト磔刑と最後の審判』と比較されることがある。「画家 G」のミニアチュールと『キリスト磔刑と最後の審判』は技法や作風がよく似ている。『トリノ＝ミラノ時祷書』のキリスト磔刑図と『キリスト磔刑と最後の審判』にそれぞれ描かれている人物像の類似性から、これらの作品は同時期の1420年代から1430年代初めにかけて描かれたものだと結論付ける美術史家もいた。現在の美術史家の多くは、「画家 G」のミニアチュールの下絵と『キリスト磔刑と最後の審判』はファン・エイクが少なくとも原型となるオリジナルのデザインは担当したと考えている。エルヴィン・パノフスキーも『キリスト磔刑と最後の審判』の作者は「画家 G」だとした。『トリノ＝ミラノ時祷書』のミニアチュールが世に知られるようになったときには、その制作年度は装飾写本の依頼主であるベリー公ジャン1世が死去した1416年以前だと考えられていた。しかしながらこの説は間もなく否定され、ミニアチュールの制作年度は1430年代初めだとされている 。
オットー・ペヒトは『キリスト磔刑と最後の審判』に『トリノ＝ミラノ時祷書』の「画家 G」の作品と同じ「特有の作風と独創的な風景描写」が見られるとしている。ペヒトは「画家 G」がヤン・ファン・エイクかフーベルト・ファン・エイクのどちらかだと考えていた美術史家である。美術史家ティル＝ホルガー・ボルヘルトは『キリスト磔刑と最後の審判』の制作年度が1440年ごろだと推定し、美術史家ポール・デュリューは1413年ではないかとした。美術史家ハンス・ベルティングとダグマー・アイヒベルガーが「物語作家ヤン・ファン・エイク (Jan van Eyck als Erzähler)」を1983年に著すまで、研究者たちはもっぱら『キリスト磔刑と最後の審判』の制作年度と作者の問題を論じるばかりで、この絵画に影響を与えた作品や寓意表現の存在については軽視していた。『キリスト磔刑と最後の審判』の制作年度について、ベルティングとアイヒベルガーは1430年ごろだという説を唱えた。これは「キリスト磔刑」のパネルの、「鳥瞰図」的な透視図法と地平線描写、狭い場所に押し込まれるように密集して描かれた群衆像、そして画面下から上へと時間が流れていく物語的表現といった特徴によるものだった。ベルティングとアイヒベルガーは、このような手法はヤン・ファン・エイクの初期の作品に採用されているもので、1430年代以降はほとんど見られなくなった手法だと主張している。
『キリスト磔刑と最後の審判』の下絵が、1430年代に描かれた署名入りのファン・エイクの作品と作風が一致していることも、『キリスト磔刑と最後の審判』が1430年代に描かれたという説の傍証となっている。さらに描かれている人物像が着用している衣服が1420年代に流行したものであり、とくにこの作品の制作依頼主の可能性があるブルゴーニュ公妃マルグリットがモデルとなっているともいわれる「キリスト磔刑」のパネルの右前面のシビュラが、1430年代初頭のスタイルの衣服を身に付けていることも制作年度が1430年代であることを裏付けているとされている。
「最後の審判」の画面上部は、これといった個性のない画家が描いたと見なされている。ファン・エイクは「最後の審判」の下絵こそ完成させたものの、作品を仕上げきることはなかったと考えられており、未完の部分はファン・エイクの死後に工房の弟子や協業者が描きあげたといわれている。メトロポリタン美術館の学芸員マリアン・エインズワースは、この見解とは別の説を唱えている。当時のネーデルラントとフランスの美術界は密接な関係にあり、おそらくはベッドフォードの画家と呼ばれている経歴未詳の画家の工房からブルッヘへと来訪したミニアチュール作家ないし装飾写本作家が、ファン・エイクと共同で「最後の審判」のパネルを完成させたのではないかとエインズワースは推測している。

## 来歴

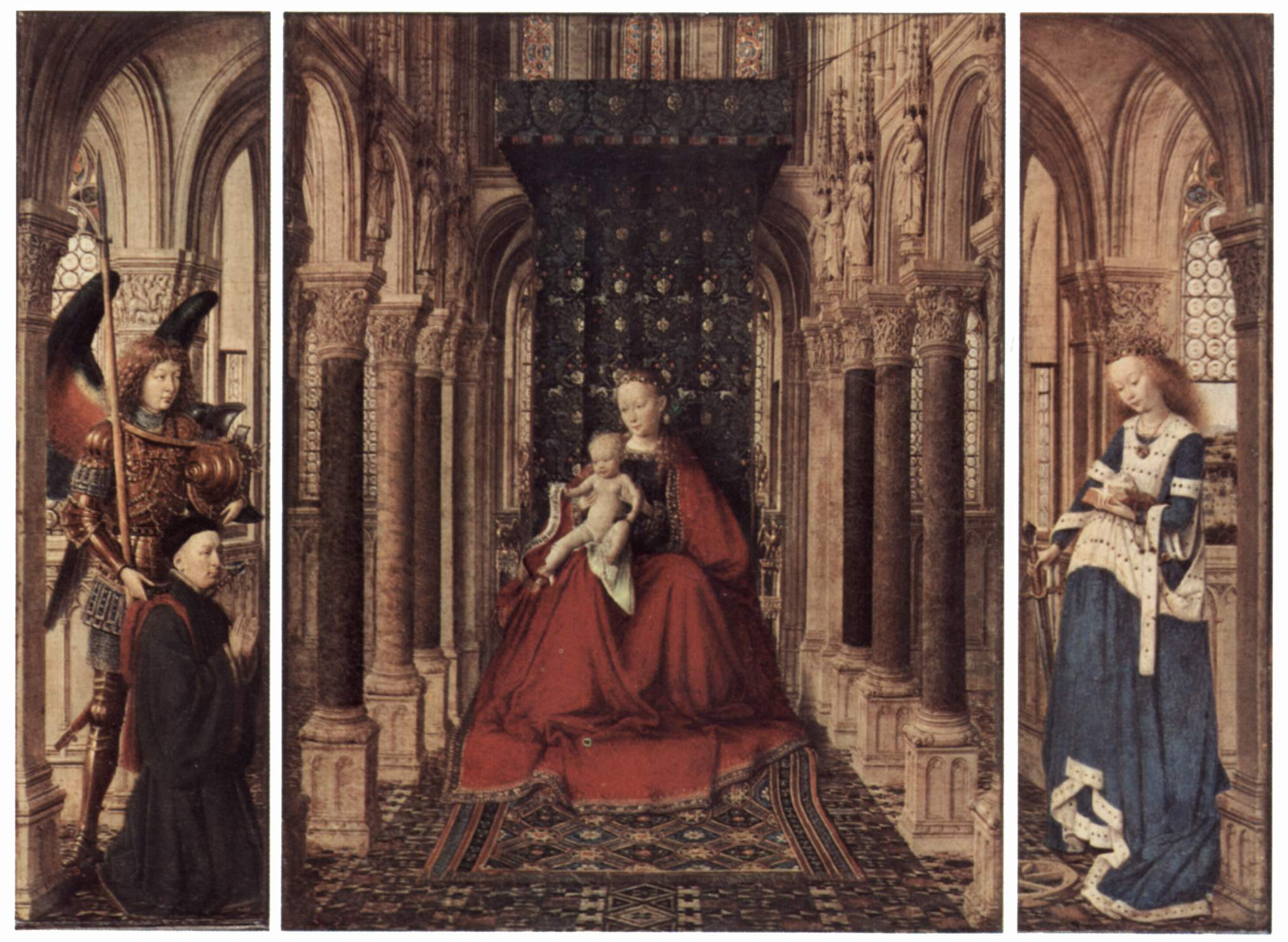
ファン・エイクが1437年ごろに描いた、アルテ・マイスター絵画館が所蔵する『ドレスデンの祭壇画』。左パネルの大天使ミカエルの甲冑と翼の表現が、「最後の審判」のパネルに描かれた大天使ミカエルと酷似している。

『キリスト磔刑と最後の審判』の1840年以前の来歴は不明である。初期のディプティクと同じように小型であることから、大衆の祈祷用ではなく個人的な祈祷用途で制作されたと考えられる。制作依頼主は十分な教養を身につけた美術に対する審美眼や知識を備えた人物だと思われ、この人物の要望が古典的言語で記された銘やパネル全体に描写された詳細表現などに反映されている。
1841年に発行された芸術誌『クンストブラット』で、美術史家ヨハン・ダヴィド・パサヴァンが『キリスト磔刑と最後の審判』をスペインの修道院か女子修道院がオークションで落札したという記録を提示した。ロシアの外交官ディミトリー・タチシェチェフがロシアに在住していた1814年から1821年に、おそらくはスペインのマドリードかブルゴス近郊の修道院あるいは女子修道院から『キリスト磔刑と最後の審判』を購入している。タチシェチェフは1845年に死去する際に自身の絵画コレクションをロシア皇帝ニコライ1世に遺贈し、その後1917年にサンクトペテルブルクのエルミタージュ美術館に収められた。
1917年のロシア革命で成立したソヴィエト政府が、財政難からエルミタージュ美術館所蔵の絵画作品を諸外国へ売却し、このとき売却された絵画にファン・エイクの『キリスト磔刑と最後の審判』と『受胎告知』（1434年 - 1436年）などが含まれていた。これらの作品をニューヨークのノードラー&カンパニー画廊の画商チャールズ・ヘンシェルが、1931年に提示された売却希望額の600,000ドルを大幅に下回る185,000ドルで購入した。サンクトペテルブルクから積み出された『キリスト磔刑と最後の審判』は、ノードラー&カンパニー画廊がこの作品をニューヨークのメトロポリタン美術館に売却するまで、ベルリンのマシーセン・ギャラリーに保管されていた。

## ギャラリー

### 『キリストの磔刑』

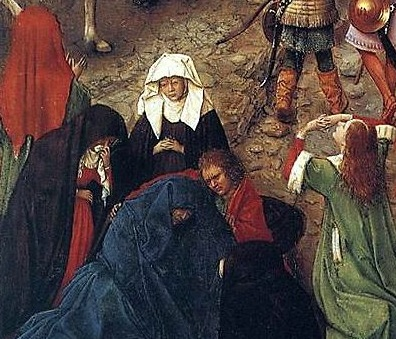
最前面に描かれた嘆き悲しむ女性たち。
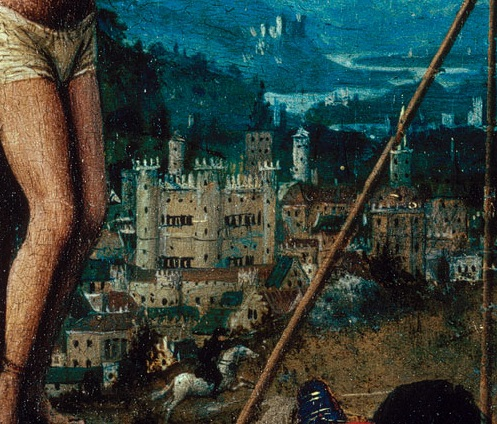
十字架の背景に描かれたエルサレムの町並み。
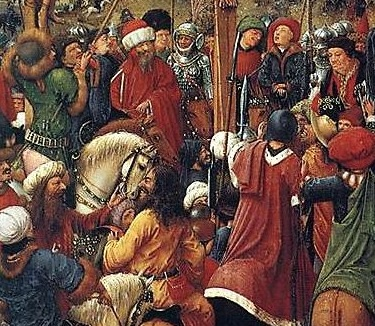
東洋風の衣装を身につけた見物人たち。

### 『最後の審判』

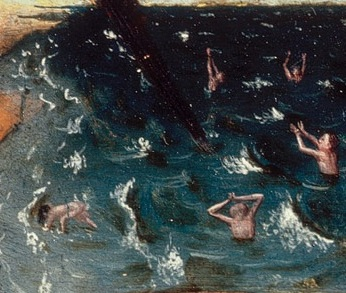
大天使ミカエルの向かって右側に描かれた、海から蘇る死者たち。
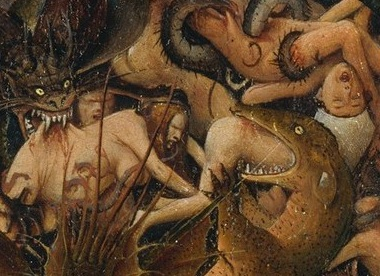
地獄に描かれた怪物や魔物、苦しみにあえぐ亡者たち。
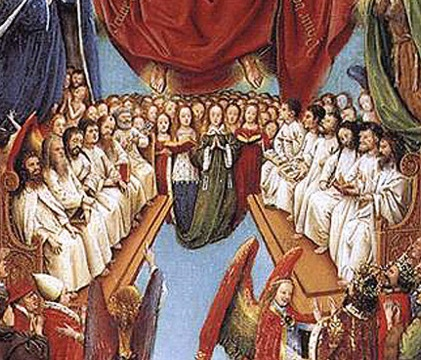
復活したキリストの従者たち。単純な描写技法から、ファン・エイクは下書きのみを担当し、仕上げは工房の弟子などが行ったと考えられている。

## 関連文献
- Nickel, Helmut. "The Sun, the Moon, and an Eclipse: Observations on The Crucifixion with the Virgin and Saint John, by Hendrick Ter Brugghen." Metropolitan Museum of Art Journal, Volume 42, 2007. pp. 121 - 124.